# Любо Кіров
Любо Кіров (болг. Любо Киров; 26 жовтня 1972, Плевен) — болгарський поп-співак, фронтмен, соліст та автор пісень популярного гурту «Те». З 2007 — сольна кар'єра. Член журі другого та третього сезону музикального шоу «X Factor».

## Біографія
Починав як барабанщик плевенського гурту, який грав важкий дум-метал.
Став відомим як соліст гурту Те, в якому працював з 2000 по 2007 рік, створивши низку хітів болгарської поп-музики того періоду («Има ли цветя», «Ще те намеря», «Искам», «All Right»). Разом із гуртом брав участь у значних музичних подіях, як то гастролі в Болгарії гурту Simply Red.
На початках сольний проект Любо Кірова був малопомітним, але 2010 йому вдалося створити низку нових хітів: «Мога», «Говори ми на ти», «Аз и ти». Також написав музику для телесеріалу.
Любо Кіров є помітною теле-персоною, бере участь у популярних шоу та музичних подіях.

### Продюсер
Любо Кіров створив музичний лейбл My Sound Universe, який видав сингл болгарського соул-виконавця Віктора Ліби «Само с очи», що посів перші місця в рейтингах Болгарського Національного Радіо.
Відомий як автор текстів пісень для відомих поп-виконавців: Ірина Флорин, Марія Ілієва, Тоні, для гуртів Каффе, Сафо, Ahead, 032.

## Альбоми
- Местоимения (2001) — Поп
- Различен (2003) — Поп
- Te Unplugged (2005) — Поп, Live
- Любо 2010 (2010) — Поп, «Lubo Productions»
- Life Is Beautiful (2011) — Lubo & JP, Dance/House
- I Can't Get Over (2012) — Mr.Moon & Lubo Kirov, чрез «Stimulated Soul Recordings»